# Le Noyé du Grand Canal
Le Noyé du Grand Canal est un roman policier historique de Jean-François Parot publié en 2009.

## Résumé
En 1778, Nicolas protège la reine au bal de l'opéra. Son passe-partout en diamant disparaît. Louis XVI fait Nicolas chevalier de l'ordre de Saint-Louis. Le Noir lui dit soupçonner l'inspecteur Renard de vilénies de jeu autour de la reine. Nicolas demande à Restif de l'espionner. Un noyé appartenant au duc de Chartres est trouvé dans le Grand Canal de Versailles. L'autopsie révèle qu'il a été empoisonné avant d'être noyé. 
Peu après, un autre corps est trouvé à la Samaritaine. Renard est trouvé mort dans le galetas où logeait sa femme, lingère de la reine. Le même couteau qu'à la Samaritaine y est trouvé. Aimée disparaît et un extrait du Jeu des Puissances est laissé comme pour chaque cadavre. Elle réapparait. Nicolas confond Balbo, amant de Mme Renard et l'arrête. La reine accouche d'une fille.

## Adaptation pour la télévision
2017 : Le Noyé du Grand Canal, épisode de la série télévisée Nicolas Le Floch, avec Jérôme Robart dans le rôle de Nicolas Le Floch. En 2013, La Compagnie des Phares & Balises signe une convention d'écriture avec France 2 pour produire deux nouveaux épisodes de la série Nicolas Le Floch : Le Noyé du Grand Canal et Le Cadavre anglais. En septembre 2014, le directeur des programmes de France 2, Thierry Thuillier, annonce la fin de Nicolas Le Floch en raison d'un coût de production trop élevé malgré une audience correcte, précisant que deux ultimes épisodes restaient à produire : Le Cadavre anglais et Le Noyé du Grand Canal. Toutefois, le 23 mars 2015, le tournage de cette dernière aventure reprend. Pour Le Noyé du Grand Canal, le tournage a lieu du 23 mars au 21 avril 2015, en Île-de-France mais la dernière journée est prévue à Saint-Malo. Le tournage du 21 avril 2015 constitue la scène d'ouverture de l'épisode avec l'Étoile du Roy pour décor, un navire trois-mâts.